# Erhard Goldbach
Erhard Goldbach (* 25. Juni 1928; † 9. Mai 2004), auch bekannt als der Ölkönig von Wanne, war Eigentümer der Tankstellenkette Goldin und ein Sportmäzen.

## Leben
Erhard Goldbach begann seine Karriere als Kohlenhändler in Wanne-Eickel. 1956 stieg er in den Benzinhandel ein und gründete an der Heerstraße in Crange eine freie Tankstelle. Aus der Tankstelle wurde eine Tankstellenkette namens Goldin. Goldbach expandierte weiter; Ende der 1970er Jahre unterhielt er über 260 Tankstellen und besaß außerdem Autohäuser sowie ein großes Tanklager. An seinen Tankstellen unterbot er die Preise der Konkurrenz meist um zwei Pfennig, er stellte sich als „Robin-Hood der Zapfsäule“ im Kampf gegen die großen Mineralölkonzerne dar. Um die Nachfrage decken zu können, ließ er am Rhein-Herne-Kanal, im westlichen Teils des Wanner Osthafens, einen eigenen Hafen anlegen, den „Ölhafen Goldbach“.
Mitte der 1970er Jahre waren die Tankstellen nicht mehr rentabel. Dies wurde jedoch unter anderem durch einen weiterhin ungebremsten Ausbau des Tankstellennetzes verschleiert. Obwohl die Steuerbehörden und der Zoll bereits 1974 erhebliche Zweifel an der Korrektheit von Goldbachs Buchführung hegten, wurden auf „Weisung von oben“ zunächst keine weiteren Schritte unternommen. Stattdessen wurde trotz wachsender Steuerschulden Zahlungsaufschub gewährt, auch dank der Mithilfe von Karl Krammig, der dafür einen Millionenvertrag als „Berater“ erhielt, und sogar einen Kredit als Staatsbürgschaft in Höhe von 18 Millionen DM.
Das Ende kam mit einer unangekündigten Betriebsprüfung seiner Firmenzentrale an der Heerstraße in Crange durch die Steuerfahndung am 28. Juli 1979. Goldbachs System flog auf und entpuppte sich als kriminelle Handlung. Er verkaufte am Zoll vorbeigeschmuggeltes und unversteuertes Benzin, fingierte Belege und transportierte Schwarzgeld in Koffern auf seine Konten im Ausland. Goldbach konnte zunächst im Ausland untertauchen. Daraufhin wurde international nach ihm gefahndet, auch mittels der Fernsehsendung Aktenzeichen XY … ungelöst. Am 13. Februar 1980 wurde er in Boppard festgenommen. Im selben Jahr wurde er wegen Betrugs zu sechs Jahren Gefängnis verurteilt. Am 3. April 1985 wurde er wegen Steuerhinterziehung zu zwölf weiteren Jahren Haft verurteilt. Goldbach hatte mindestens 360 Millionen DM an Steuern hinterzogen. Der von Goldbach bis zur Pleite seiner Firma geförderte Sportclub Westfalia Herne wurde vom DFB von der 2. Fußball-Bundesliga in die Oberliga Westfalen herabgestuft.
Nach 9 Jahren wurde Goldbach aus dem Gefängnis entlassen.
Im Jahr 2010 entdeckte der neue Eigentümer von Goldbachs Wohnhaus einen bis dahin verborgenen Geheimtresor, der allerdings leer war.

„Es ist bis heute der größte deutsche Steuerskandal. Niemand hat den Staat um mehr Geld betrogen, niemand saß für ein Wirtschaftsverbrechen länger im Knast; und es ist einfach die größte Herner Geschichte überhaupt.“

## Filme
- TV-Dokumentation: Der große Benzinbetrug (WDR, Erstsendung 15. April 2011, 45 Minuten)
- Podcast: Steiler Aufstieg, schneller Fall (Stefan Wette auf waz.de, 3. Januar 2020, 19:47 Min)